# Dysodia remie
Dysodia remie är en fjärilsart som beskrevs av Dyar 1913. Dysodia remie ingår i släktet Dysodia och familjen Thyrididae. Inga underarter finns listade i Catalogue of Life.